# Доњецка Народна Република
Доњецка Народна Република (рус. Донецкая Народная Республика, скраћено Доњецка НР и ДНР) била је једнострано проглашена држава на територији Украјине коју Руска Федерација, Сирија и Северна Кореја признају као независну. Главни и највећи град Доњецке Народне Републике је Доњецк, а службени језик руски. Шеф државе од 2018. до 2022. године био је Денис Пушилин.
Украјина је ДНР и Луганску Народну Републику (ЛНР) прогласила терористичким организацијама. Украјина их сматра делом „привремено окупираних територија Украјине“ као резултат руске војне интервенције, заједно са Аутономном Републиком Крим и Севастопољем. Власти ДНР и Влада Украјине процењују да око 2 милиона људи, више од половине укупног становништва Доњецке области, живи у регионима под контролом ДНР. Иако побуњеници не управљају већим делом Доњецке области у смислу површине и контролишу само 7.853 km², они држе веће градове као што су Доњецк, Макејевка и Горловка.
Русија је 21. фебруара 2022. године званично признала ДНР и ЛНР као независне државе, поставши прва држава чланица УН која је то учинила. Сирија је признала ДНР и ЛНР 29. јуна 2022. године. Северна Кореја је признала ДНР 13. јула 2022. године.
Као делимично призната држава, Доњецка Народна Република је престала са постојањем 30. септембра 2022. године након припајања Руској Федерацији, чиме је постала спорна република Русијe.

## Географија
Терен је брдовита равница, рашчлањена речним долинама. Просечна надморска висина је 140 м, а доступни минерали су угаљ, кречњак, гипс, глина, стаклени песак, шљунак.
Клима је умерено континентална. Зима је блага и кратка, лето вруће и дуго. Просечна температура у јануару је -4 °C, у јулу +21 °C. Апсолутни минимум је -36 °C, а максимум +42 °C. Просечна годишња количина падавина креће се од 380-550 мм.

## Историја
Луганска и Доњецка Народна Република се налазе у историјском региону Донбас у источној Украјини. Од независности Украјине од Совјетског Савеза 1991. године, источна и западна Украјина су обично гласале за различите кандидате на председничким изборима. Виктор Јанукович, родом из Доњецка, изабран је за председника Украјине 2010. године. Незадовољство источних Украјинаца владом може се приписати и евромајданским протестима који су почели у новембру 2013. године, као и подршци Русије због напетости у односима Русије и Украјине око геополитичке оријентације Украјине.
Збацивање председника Јануковича у украјинској револуцији 2014. године довело је до протеста у источној Украјини, који су постепено ескалирали у оружани сукоб између новоформиране украјинске владе и локалних оружаних милиција. Проруске немире у Украјини првобитно су карактерисали нереди и протести који су на крају прерасли у јуриш на владине канцеларије и успостављање контролних пунктова и барикада.

### Оснивање
У недељу, 6. априла 2014. године, између 1,000 и 2,000 проруских побуњеника присуствовали су митингу у Доњецку, захтевајући референдум о независности Доњецка од Украјине сличан референдуму на Криму. Украјински медији су тврдили да предложени референдум нема опцију статус кво. Након тога, 200 до 1,000 сепаратиста упали су и преузели контролу над прва два спрата владиног седишта Регионалне државне управе (РСА), разбијајући врата и прозоре. Сепаратисти су захтевали референдум за придруживање Русији и рекли да ће у супротном преузети једнострану контролу и разрешити изабрану владу. Када седница није одржана, сепаратисти су одржали гласање у згради РСА и великом већином подржали проглашење Доњецке Народне Републике. Како преноси руски ИТАР-ТАСС, декларацију су изгласали поједини регионални законодавци, док украјински медији тврде да ни градско веће Доњецка ни окружна већа града нису делегирали ниједног представника на седницу. Владине зграде су заузете у градовима Доњецк, Маријупољ, Горловка, Славјанск, Краматорск, Јенакијеве, Макејевка, Друшкивка и Жданивка. Поред делова Доњецке области које су заузели активисти привржени Доњецкој Народној Републици, делови регије су остали под контролом украјинске владе. На неким местима дошло је и до оружаних сукоба.
Политичко руководство су у почетку чинили Денис Пушилин, самоименовани председник владе, док је Игор Какидзјанов именован за команданта „Народне армије“. Александар Бородај, руски држављанин, именован је за премијера, док је Игор Гиркин постављен за министра одбране. Лидери ДНР су 6. априла најавили да ће се референдум о томе да ли се Доњецка област треба придружити Руској Федерацији одржати најкасније 11. маја 2014. године. Поред тога, лидери групе су апеловали на руског председника Владимира Путина да пошаље руске мировне снаге у регион.
Дана 25. априла, руководство Доњецке Народне Републике затражило је помоћ од Русије, Белорусије и Србије.

### Референдум о независности 11. маја 2014.
Планирани референдум одржан је 11. маја 2014. године, без обзира на Путинов апел да се одложи. Организатори су тврдили да је 89% гласало за незавиност, а 10% против, уз излазност од скоро 75%. У неким крајевима кијевска власт насилно је ометала гласања. Резултате референдума није званично признала ниједна држава. Немачка и Сједињене Државе су изјавиле да референдум нема „демократски легитимитет“, док је руска влада изразила „поштовање“ за резултате и позвала на „цивилизовану“ имплементацију.
Дан након референдума, Народни савет ДНР је прогласио Доњецк за суверену државу са неодређеном границом и затражио од Русије да размотри питање приступања републике Руској Федерацији.
Прва пуна Влада ДНР именована је 16. маја 2014. године.

### Конфедерација Новорусија
Конфедерација Новорусија (конфедерација ДНР и ЛНР) проглашена је 22. маја 2014. године, а месец дана касније портпароли ДНР и ЛНР републике су прогласили њихово спајање у конфедералну „Унију народних република“. У року од годину дана пројекат је угашен.

### Мировни предлози, застој и признање независности
Дана 5. септембра 2014. године у Минску, украјинске и сепаратистичке власти су потписале споразум (Мински протокол) о примирју у источној Украјини. Споразум је садржао 14 тачака које се тичу надгледања примирја, размене заробљеника и друга питања.
Дана 12. фебруара 2015, лидери ДНР и ЛНР, Александар Захарченко и Игор Плотницки, потписали су споразум Минск II. Према споразуму, требало би да се уведу амандмани на украјински устав, укључујући „кључни елемент децентрализације“ и одржавање избора у ЛНР и ДНР у складу са Минским протоколом. Заузврат, територија коју држе побуњеници би била реинтегрисана у Украјину.
Дана 16. октобра 2016. године, истакнути руски држављанин и војни командант ДНР Арсен Павлов убијен је од импровизоване експлозивне направе у лифту свог стана у Доњецку. Други војни командант ДНР, Михаил Толстих, погинуо је у експлозији у својој канцеларији у Доњецку 8. фебруара 2017. године, док је 31. августа 2018. године глава и премијер ДНР Александар Захарченко погинуо је у експлозији у кафићу у Доњецку.
У јануару 2021. године ДНР и ЛНР су у "доктрини руски Донбас“ навеле да имају за циљ да заузму све територије Доњецке и Луганске области под контролом украјинске владе у блиској будућности.
Министарство за ванредне ситуације ДНР објавило је 18. фебруара 2022. године планирану евакуацију око 700 хиљада људи из републике. Влада ДНР ово повезује са могућом офанзивом Украјине на ДНР и ЛНР, а 19. фебруара, глава републике, Денис Пушилин потписао је указ о организовању опште мобилизације у ДНР. Дана 21. фебруара 2022. године, руски председник Владимир Путин потписао је указ о признавању независности и суверенитета ДНР и ЛНР, а наредног дана Русија и ДНР су потписале Уговор о пријатељству, сарадњи и узајамној помоћи. Русија је признањем независности ДНР и ЛНР постала прва држава чланица УН која је то учинила.

### Инвазија Русије на Украјину
Дана 24. фебруара 2022. године, председник Русије Владимир Путин је саопштио да Русија покреће „специјалну војну операцију“ у Донбасу и Украјини. Припадници Народне Милиције ДНР од почетка операције учествују у борбама против украјинских снага на територији Донбаса. До 22. марта 2022. године, снаге ДНР су преузеле контролу над 99 насељених места на територији Доњецке области.
У ДНР је од 23. до 27. септембра одржан референдум о припајању Руској Федерацији. 30. септембра 2022. Доњецка Народна Република престаје да постоји након званичног уједињења са Русијом.

## Влада и политички систем
Највиши званичник и шеф извршне власти је глава Доњецке Народне Републике. На ову функцију 11. новембра 2018. године изабран је Денис Пушилин. Глава ДНР се бира на пет година тајним гласањем на општим непосредним изборима; исто лице не може обављати дужност дуже од два узастопна мандата. Шеф ДНР-а формира владу, која укључује министре и шефове ресора који немају министарства, али су по статусу званично равноправни са министрима. Квантитативни састав и структура владе нису регулисани законом и утврђује их глава републике.
Највиши законодавни орган је Народни савет Доњецке Народне Републике (до новембра 2014. звао се Врховни савет; коришћен је и назив Републичка скупштина). Тренутно је председник Народног савета Владимир Бидјовка. Посланици се бирају на петогодишњи мандат на непосредним општим парламентарним изборима који се одржавају по пропорционалном систему у вишечланим изборним јединицама. Квантитативни састав Савета, регулисан важећим законодавством, је 100 људи.
Владајућа странка у ДНР је Доњецка република.

### Спољни односи
Све државе чланице УН, осим Русије, Сирије и Севене Кореје сматрају територију коју контролише ДНР легалним делом Украјине. Никарагва, Белорусија и Венецуела изразиле су подршку руском признању независности ДНР. Јужна Осетија, која је такође држава са ограниченим признањем, углавном међународно призната као део Грузије, признала је ДНР као суверену државу након што је прогласила независност од Украјине 2014. године. Абхазија је признала ДНР 25. фебруара 2022. ДПР негује односе са европским десничарским и националистичким политичарима и писцима.

### Војска
Народну милицију ДНР формирали су Павел Губарев, који је изабран за „народног гувернера“ Доњецке области и Игор Гиркин, постављен за министра одбране Доњецке Народне Републике. Народна милиција учествује од 2014. године у рату на истоку Украјине.
Многи страни добровољци, укључујући и више од 300 српских добровољаца, прикључили су се сепаратистичкој војсци. Један од најпознатијих страних добровољаца у ДНР је Дејан Берић, добровољац из Србије.

### Ред и закон
Министарство унутрашњих послова је ресор ДНР-а одговоран за спровођење закона и реда. ДНР је 2014. увела смртну казну за случајеве издаје, шпијунаже и убистава политичких лидера. Већ су постојале оптужбе за вансудско погубљење.
У извештају Високог комесаријата за људска права из почетка марта 2016. године наведено је да људи који живе у областима под контролом сепаратиста доживљавају „потпуно одсуство владавине закона, извештаје о произвољном притвору, мучењу и притвору без комуникације, и да немају приступ правим механизмима обештећења“.
Фридом хаус оцењује источне територије Донбаса које контролишу ДНР и ЛНР као „неслободне“, добивши 4 од 100 у индексу слободе у свету за 2021. годину. Гардијан је 17. фебруара 2022. године изјавио да „јавна опозиција у ДПР практично не постоји“.

### Административна подела
Доњецка Народна Република је подељена на 17 административних јединица:
- Доњецк
- Докучајевск
- Старобешево
- Амвросијевка
- Телманово
- Новоазовск
- Харцизк
- Макејевка
- Јасинувата
- Горловка
- Дебаљцево
- Јенакијеве
- Ждановка
- Крестивка
- Шахтарск
- Чистјакове
- Снижне

### Државни симболи
Државни симболи ДНР регулисани су уставом и важећим законодавством.
Песма „Устани Донбасе” је незванично коришћена као химна 2014. године. Од фебруара 2017. године званично се користи песма „Велики Донбас, част и понос народа“, заснована на химнама СССР-а и Русије.

## Демографија
Према попису становништва из 2001. године, Украјинци чине већину од 56,9% становништва, а следе Руси са 38,2% укупног становништва Донбаса. Службени, а уједно и већински језик Доњецке Народне Републике је руски језик који 74,9% становништва Донбаса говори као матерњи језик.
Већински део становништва је православне вероисповести.

## Привреда
Доњецка Народна Република има мешовиту привреду. Након процеса приватизације великих размера касних 90-их, већина компанија у Доњецкој Народној Републици сада је у приватном власништву. Економија се заснива на мешавини тешке индустрије (производња челика), производње електричне енергије и производња текстила, које заједно чине око 80% укупне индустријске производње.
ДНР има своју централну банку, Централну републичку банку.
Економија Републике се често описује као зависна од кријумчарења и трговине оружјем, а неки је називају "мафијашком државом". Придруживање војним формацијама ДНР или њеним цивилним службама постало је једна од ретких гаранција за стабилан приход у ДНР.

## Образовање
До почетка школске године 2015–2016, власти ДНР-а су ревидирали наставни план и програм. Часови украјинског језика смањени су са око осам сати седмично на два сата; док је време посвећено часовима руског језика и књижевности повећано. Часови историје су промењени како би се дао већи нагласак на историју Донбаса. Систем оцењивања је промењен са (украјинске) шеме од 12 поена на систем оцењивања од пет поена који се такође користи у Русији.
У априлу 2016. године власти ДНР-а су увеле „часове подизања свести о државности“.

## Култура

### Празници
Главни празници у републици су Дан победе (9. мај) и Дан Републике (11. мај). Потоњи слави проглашење ДПР-а, што представља неку врсту националног дана.

### Спорт
Министарство омладине, спорта и туризма надлежно је за развој спорта на територији ДНР. Фудбалска репрезентација Доњецке Народне Републике представљала је земљу на међународним утакмицама које организује Конфедерација независних фудбалских савеза.